# 愛してるっていわない!
「愛してるっていわない!」（あいしてるっていわない）は、中山美穂の20枚目のシングル。1990年10月22日にキングレコードからリリースされた。規格品番はCDS:KIDS-31。

## 概要
表題曲は本人が主演したフジテレビ系ドラマ『すてきな片想い』の主題歌として使用された。中山は同年の大晦日に放送された『第41回NHK紅白歌合戦』に出演し、この曲を披露した。
カップリングの「Without You」は、前年に発売されたクリスマスアルバム『Merry Merry』に収録されていた曲をリカットしたもの。本人出演のシチズン ″ライトハウス″ のCMソングに使用された。作詞作曲にクレジットされている ″Mizuho Kitayama″(北山瑞穂) とは、中山が当時作詞をする際に使用していたペンネーム。

## 収録曲
1. 愛してるっていわない!
作詞 - 安藤芳彦 / 作曲 - 羽場仁志 / 編曲 - 樫原伸彦
2. Without You
作詞・作曲 - Mizuho Kitayama / 編曲 - Kazuo Otani

## 収録アルバム
- 愛してるっていわない!
  - COLLECTION II
  - Dramatic Songs
  - Complete SINGLES BOX
  - 中山美穂 パーフェクト・ベスト
  - 30th Anniversary THE PERFECT SINGLES BOX
  - All Time Best

- Without You
  - Merry Merry - Album Version
  - Complete SINGLES BOX
  - 30th Anniversary THE PERFECT SINGLES BOX